# GameStop
GameStop Corp. (kendt som GameStop) er en amerikansk forhandler af computerspil og forbrugerelektronik. Virksomheden har hovedsæde i Grapevine, Texas, USA, og driver 4.400 butikker i USA, Canada, Australien, New Zealand og Europa (pr. jan 2023). Selskabets butikker opererer primært under navnene GameStop, EB Games, ThinkGeek og Micromania-mærker.
Ud over butikkerne ejer virksomheden også computerspilsbladet Game Informer.
På trods af en nedgang blandt andet pga. ændrede forbrugsvaner, oplevede Gamestop-aktien voldsommme svingninger i starten af 2021, som følge af en short squeeze, hvis begyndelse primært tilskrives brugere på et subreddit kaldet Wallstreetbets.

## Historie
GameStop købte EB Games (tidligere Elektronik Boutique) i 2005 for $1,44 milliarder. Opkøbet gav GameStop butikker i Canada, Australien, New Zealand og Europa. Herved også de danske EB Games-butikker der sidenhen skiftede navn.
GameStop lukkede sine onlinetjenester i Danmark i juni 2020 og afviklede løbende sine butikker fra omkring starten af samme år, eftersom at Gamestop Norden havde kørt med underskud i flere år.